# 十一烯酸
10-十一烯酸是一种含11个碳原子的不饱和脂肪酸，结构式CH2＝CH(CH2)8COOH。

## 性质
室温左右，十一烯酸为无色有光泽、有水果特殊气味的液体，或无色具腐败气味的潮解固体。微溶于水，溶于乙醇、乙醚。低毒，有轻微的刺激性。

## 制备
蓖麻油（主要成分为蓖麻油酸甘油酯）与甲醇进行酯交换后，经高温裂解产生十一烯酸甲酯，再经皂化、酸化，得到十一烯酸，并副产庚醛、甘油等产品。

## 混合特性
於1996年的研究發現十一烯酸混合下列物質，或精油可產生抗真菌特性。
- 大蒜素 – 來自壓碎的大蒜。
- 茶樹油(Tea tree oil) – ISO 4730 ("Melaleuca油，Terpinen-4-ol type")
- Citronella油 - 來自不同種類Cymbopogon (檸檬草)的莖及葉子。
- 碘 – Lugols溶液
- 橄欖葉(olive leaf)
- 橙油(orange oil)
- Cymbopogon martinii草
- 广藿香
- Backhousia citriodora葉
- Neem油
- 椰子油
- 锌 - 尼斯可公司的悠悠藥膏採此種混合法(加入 Zinc Undecylenate 200 mg)。[6]
- 硒

Horopito的葉子 (Pseudowintera colorata) - 包含抗真菌混合polygodial。

## 用途
用于制取香料，例如γ-十一内酯、聚环十五内酯、壬醛、壬醇、麝香酮等。也用作消毒防腐药，具抑制真菌繁殖作用，用于治疗足癣、头癣和股癣等皮肤真菌感染以及真菌性阴道炎。

### 藥用商標
- 尼斯可公司（Nysco）：U.U.(悠悠藥膏)。[6]